# Новогуровский
Новогуровский — посёлок городского типа (рабочий посёлок) в Тульской области России, образует городской округ «рабочий посёлок Новогуровский». 
В рамках административно-территориального устройства пгт входит в Алексинский район.
Население — 3634 чел. (2021).

## География
Посёлок расположен в 20 км к востоку от города Алексина, в 3 км от железнодорожной станции Суходол на линии Тула—Калуга.

## История
Посёлок возник в 1946 году на базе деревни и совхоза Гурово.
22 февраля 1966 года посёлок Новогуровский объёдинен с посёлком Первомайским Первомайского сельсовета Алексинского района в один посёлок Новогуровский, который отнесён к категории рабочих посёлков с присвоением ему наименования — рабочий посёлок Новогуровский.
С 1 января 2006 года Новогуровский выделен из состава Алексинского района с образованием муниципального образования рабочий посёлок Новогуровский со статусом городского округа.

## Население
| 1970  | 1979  | 1989  | 2002  | 2009  | 2010  | 2011  | 2012  | 2013  |
| ----- | ----- | ----- | ----- | ----- | ----- | ----- | ----- | ----- |
| 3357  | ↗3679 | ↗4491 | ↘3809 | ↘3635 | ↘3590 | ↘3572 | ↘3551 | ↘3497 |
| 2014  | 2015  | 2016  | 2017  | 2018  | 2019  | 2020  | 2021  |       |
| ↘3472 | ↗3480 | ↘3474 | ↘3447 | ↗3460 | ↘3401 | ↗3403 | ↗3634 |       |

Национальный состав
По итогам переписи населения 2020 года проживали следующие национальности (национальности менее 0,1 % и другое см. в сноске к строке «Другие»):
| Национальность | Численность, чел. | Доля     |
| -------------- | ----------------- | -------- |
| Русские        | 3354              | 92,29 %  |
| Узбеки         | 37                | 1,02 %   |
| Украинцы       | 27                | 0,74 %   |
| Татары         | 23                | 0,63 %   |
| Таджики        | 23                | 0,63 %   |
| Грузины        | 14                | 0,39 %   |
| Мордва         | 11                | 0,30 %   |
| Армяне         | 10                | 0,28 %   |
| Азербайджанцы  | 8                 | 0,22 %   |
| Белорусы       | 6                 | 0,17 %   |
| Молдаване      | 4                 | 0,11 %   |
| Другие         | 117               | 3,22 %   |
| Итого          | 3634              | 100,00 % |

## Социальная сфера
В муниципальной системе образования функционируют 2 образовательных учреждения: Новогуровская средняя общеобразовательная школа, к которой присоединен детский сад, и Новогуровская детская музыкальная школа. В сфере культуры работает Новогуровский центр культуры, досуга и библиотечного обслуживания, образованное путем слияния двух учреждений: Дома культуры и библиотеки. Спортивные объекты муниципального образования: спортивный клуб (введен в эксплуатацию в 2017 году), стадион «Труд» и спортивная площадка «Газпром-детям». В посёлке функционирует поликлиника № 5 ГУЗ «Алексинская районная больница № 1 имени профессора В.Ф. Снегирева».

## Экономика
Большая часть населения занята в промышленности и частном сельском хозяйстве. Разработанные крупные залежи известняка обеспечивают его получение, обработку и использование в изготовлении строительных материалов. В непосредственной близости от посёлка действует один из самых глубоких карьеров Тульской области (до 100 метров глубиной). 
В Новогуровском работают 2 крупных промышленных предприятия:
- ОАО «Гурово-Бетон», специализирующееся на добыче известняка, производстве щебня и минерального неактивного порошка.
- ООО «ХайдельбергЦемент Рус» (открыт в июле 2011 года), специализирующееся на производстве и сбыте цемента, сборного железобетона и бетона, щебня, известняковой муки, песка из отсевов, минерального порошка, мощностью 2 млн т цемента в год[22].

## Туризм
При въезде в Новогуровский находится Мемориальный комплекс погибшим в Великой Отечественной войне, созданный осенью 1962 года. Мемориальный комплекс, включает могилу, памятник, вечный огонь, аллею. Изгородь оформлена живой стеной из зеленых и голубых елей. Памятник — скульптура воина с непокрытой головой в плащ-палатке, спустившегося на левое колено. Перед памятником установлены мемориальные доски с фамилиями захороненных. Количество захороненных 290 погибших, из них 185 известных, 105 неизвестных. Рядом зажжен «Вечный огонь», функционирующий постоянно от магистрального газопровода.
Почетным жителем поселка Новогуровский Н. Н. Полниковым в районе улицы Спортивной создан мини-зоопарк.
Ежегодные муниципальные праздничные мероприятия: Гуровская лыжня, межмуниципальный детский вокальный конкурс «Надежда», День поселка.
С 2001 года действует храм в честь святых мучениц Веры, Надежды, Любови и матери их Софии.